# Oscarsgalan 1943
Oscarsgalan 1943 som hölls 4 mars 1943 var den 15:e upplagan av Oscarsgalan där det prestigefyllda amerikanska filmpriset Oscar delades ut till filmer som kom ut under 1942.

## Vinnare och nominerade
Vinnarna listas i fetstil.
| Enastående spelfilm | Bästa regi |
| --- | --- |

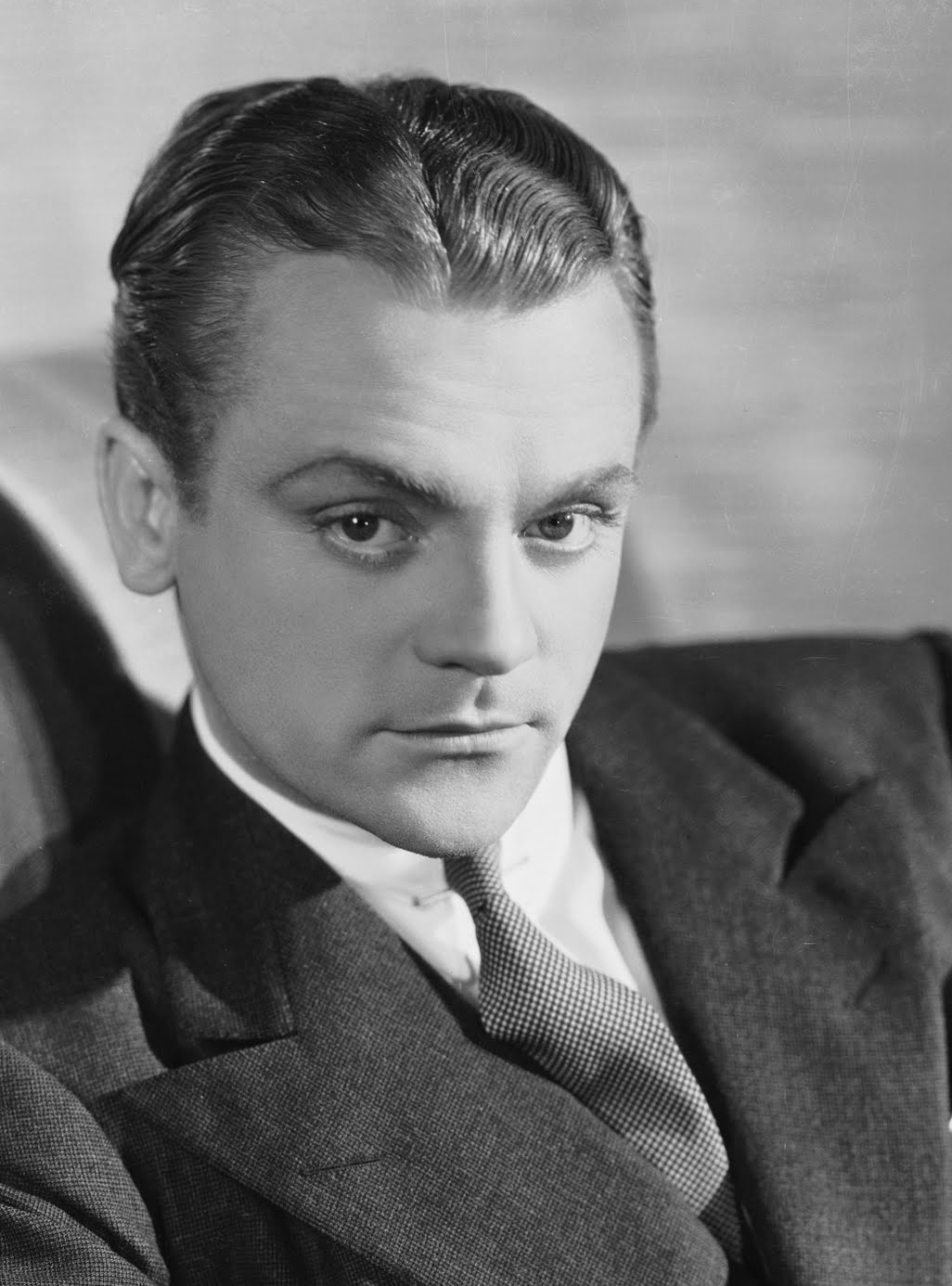
James Cagney
Bästa manliga huvudroll

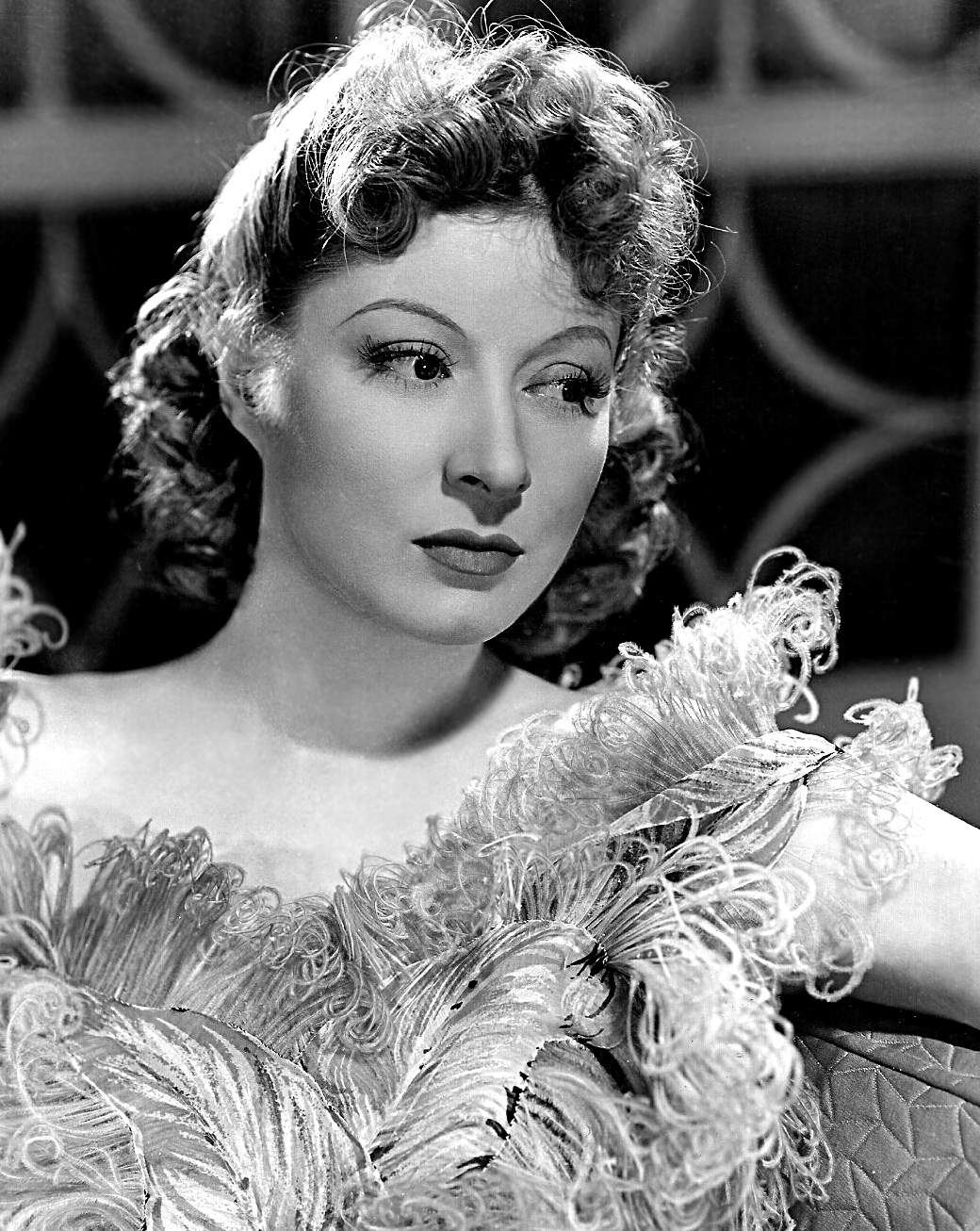
Greer Garson
Bästa kvinnliga huvudroll

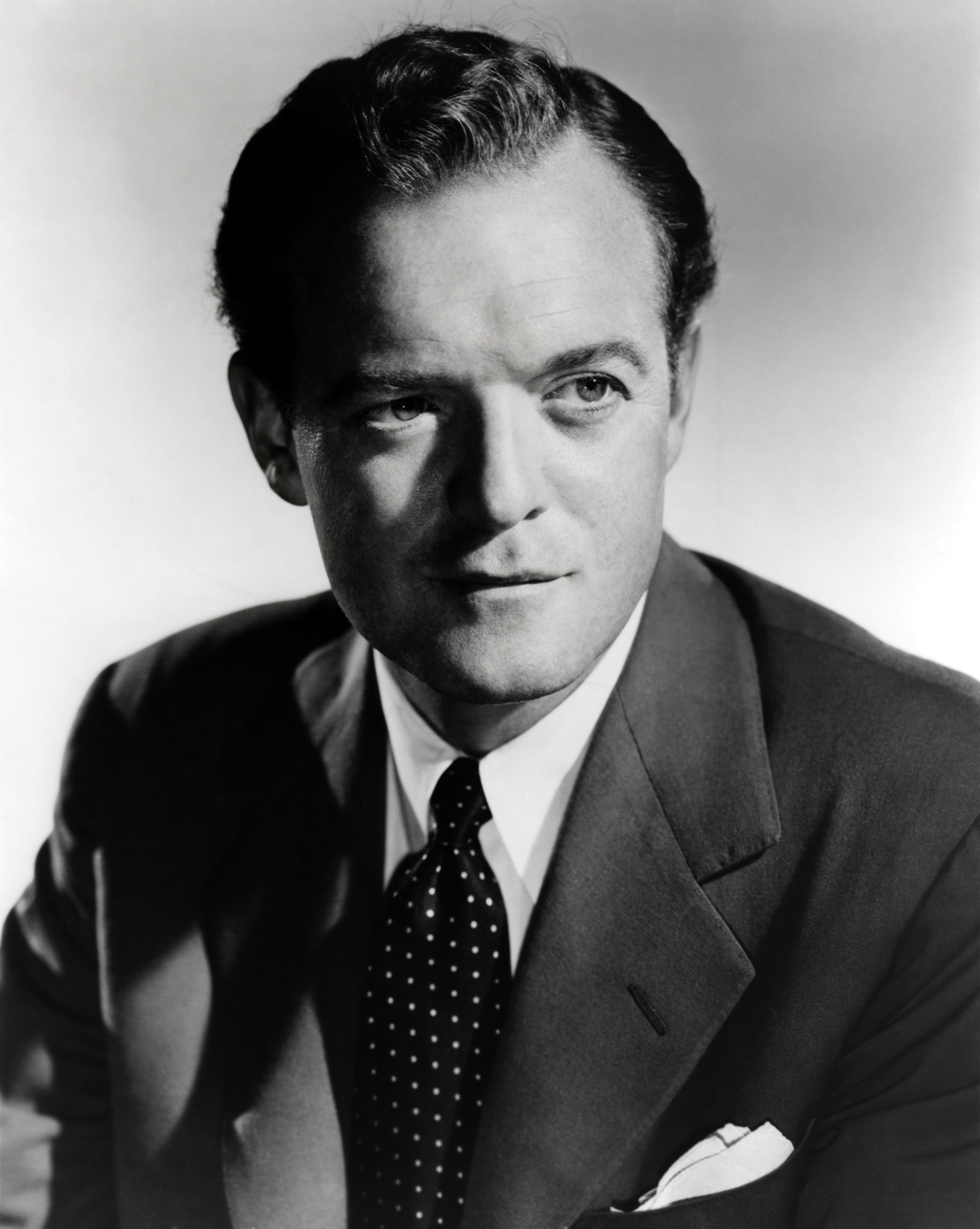
Van Heflin
Bästa manliga biroll

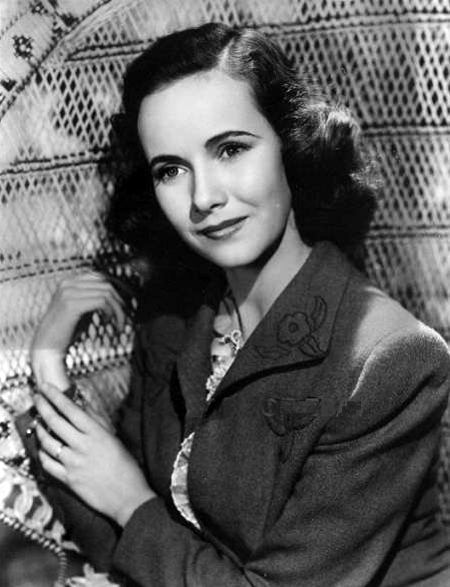
Teresa Wright
Bästa kvinnliga biroll

| - Mrs. Miniver - 49:e breddgraden - Ringar på vattnet - De magnifika Ambersons - Mannen med sälgpiporna - Bragdernas man - Slumpens skördar - Han kom om natten - Till sista man - Yankee Doodle Dandy | - William Wyler – Mrs. Miniver - Michael Curtiz – Yankee Doodle Dandy - John Farrow – Till sista man - Mervyn LeRoy – Slumpens skördar - Sam Wood – Ringar på vattnet |
| Bästa manliga huvudroll | Bästa kvinnliga huvudroll |
| - James Cagney – Yankee Doodle Dandy - Ronald Colman – Slumpens skördar - Gary Cooper – Bragdernas man - Walter Pidgeon – Mrs. Miniver - Monty Woolley – Mannen med sälgpiporna | - Greer Garson – Mrs. Miniver - Bette Davis – Under nya stjärnor - Katharine Hepburn – Årets kvinna - Rosalind Russell – Pass för den blonda! - Teresa Wright – Bragdernas man |
| Bästa manliga biroll | Bästa kvinnliga biroll |
| - Van Heflin – Johnny Eager - William Bendix – Till sista man - Walter Huston – Yankee Doodle Dandy - Frank Morgan – Dagdrivarbandet - Henry Travers – Mrs. Miniver | - Teresa Wright – Mrs. Miniver - Gladys Cooper – Under nya stjärnor - Agnes Moorehead – De magnifika Ambersons - Susan Peters – Slumpens skördar - May Whitty – Mrs. Miniver |
| Bästa originalmanus | Bästa manus efter förlaga |
| - Årets kvinna – Michael Kanin och Ring Lardner Jr. - Ett av våra bombplan saknas – Michael Powell och Emeric Pressburger - Två glada sjömän i Marocko – Frank Butler och Don Hartman - Till sista man – W.R. Burnett och Frank Butler - Kriget mot Mrs. Hadley – George Oppenheimer | - Mrs. Miniver – George Froeschel, James Hilton, Claudine West och Arthur Wimperis - 49:e breddgraden – Rodney Ackland och Emeric Pressburger - Bragdernas man – Herman J. Mankiewicz och Jo Swerling - Slumpens skördar – George Froeschel, Claudine West och Arthur Wimperis - Han kom om natten – Sidney Buchman och Irwin Shaw |
| Bästa berättelse | Bästa dokumentär |
| - 49:e breddgraden – Emeric Pressburger - Värdshuset Fritiden – Irving Berlin - Bragdernas man – Paul Gallico - Han kom om natten – Sidney Harmon - Yankee Doodle Dandy – Robert Buckner | - The Battle of Midway – U.S. Navy - Kokoda Front Line! – Australian News and Information Bureau - Moscow Strikes Back – Artkino - Upptakten – U.S. Army Special Services - Africa, Prelude to Victory – - Combat Report – U.S. Army Signal Corps - Conquer by the Clock – Frederic Ullman Jr. - The Grain That Built a Hemisphere – Walt Disney - Henry Browne, Farmer – U.S. Dept. of Agriculture - High Over the Borders – National Film Board of Canada - High Stakes in the East – Netherlands Information Bureau - Inside Fighting China – National Film Board of Canada - It's Everybody's War – Office of War Information - Listen to Britain – British Ministry of Information - Little Belgium – Belgian Ministry of Information - Little Isles of Freedom – Victor Stoloff och Edgar Loew - Mr. Blabbermouth! – Office of War Information - Mr. Gardenia Jones – Office of War Information - The New Spirit – Walt Disney - The Price of Victory – Office of War Information - A Ship Is Born – U.S. Merchant Marine - Twenty-One Miles – British Ministry of Information - We Refuse to Die – William C. Thomas - The White Eagle – Cocanen Films - Winning Your Wings – U.S. Army Air Force |
| Bästa kortfilm (Enaktare) | Bästa kortfilm (Tvåaktare) |
| - Speaking of Animals and Their Families – Paramount - Desert Wonderland – 20th Century-Fox - Marines in the Making – Pete Smith - The United States Marine Band – Warner Bros. | - Beyond the Line of Duty – Warner Bros. - Don't Talk – M-G-M - Private Smith of the U.S.A. – RKO Radio |
| Bästa animerade kortfilm | |
| - Der Fuehrer's Face – Walt Disney - All Out for 'V' – 20th Century-Fox - Blitz Wolf – M-G-M - Juke Box Jamboree – Walter Lantz - Pigs in a Polka – Leon Schlesinger - Tulips Shall Grow – George Pal | |
| Bästa filmmusik (Drama) | Bästa filmmusik (Musikal) |
| - Under nya stjärnor – Max Steiner - Tusen och en natt – Frank Skinner - Bambi – Frank Churchill och Edward H. Plumb - Den svarta svanen – Alfred Newman - De korsikanska bröderna – Dimitri Tiomkin - De flygande tigrarna – Victor Young - Guldfeber – Max Terr - Farlig som synden – Roy Webb - I skuggan av katedralen – Roy Webb - Djungelboken – Miklós Rózsa - Klondike Fury – Edward J. Kay - Bragdernas man – Leigh Harline - Slumpens skördar – Herbert Stothart - De tusen fröjdernas hus – Richard Hageman - Spelet om en kvinna – Victor Young - Ja, se fruntimmer! – Victor Young - Han kom om natten – Friedrich Hollaender och Morris Stoloff - Att vara eller icke vara – Werner R. Heymann | - Yankee Doodle Dandy – Ray Heindorf och Heinz Roemheld - Flying with Music – Edward Ward - Min flicka i vapenrock – Roger Edens och George Stoll - Värdshuset Fritiden – Robert Emmett Dolan - Det började med Eva – Charles Previn och Hans J. Salter - Johnny Doughboy – Walter Scharf - Vackra Sally – Alfred Newman - Bröllop i Buenos Aires – Leigh Harline |
| Bästa sång | Bästa ljudinspelning |
| - "White Christmas" från Värdshuset Fritiden – Musik och Text av Irving Berlin - "Always in My Heart" från Alltid i mitt hjärta – Musik av Ernesto Lecuona; Text av Kim Gannon - "Dearly Beloved" från Bröllop i Buenos Aires – Musik av Jerome Kern; Text av Johnny Mercer - "How About You?" från Vi på Broadway – Musik av Burton Lane; Text av Ralph Freed - "It Seems I Heard That Song Before" från Youth on Parade – Musik av Jule Styne; Text av Sammy Cahn - "I've Got a Gal in Kalamazoo" från Orkesterfruar – Musik av Harry Warren; Text av Mack Gordon - "Love Is a Song" från Bambi – Musik av Frank Churchill; Text av Larry Morey - "Pennies for Peppino" från Flying with Music – Musik av Edward Ward; Text av George Forrest och Bob Wright - "Pig Foot Pete" från Galopperande flugan – Musik av Gene de Paul; Text av Don Raye - "There's a Breeze on Lake Louise" från The Mayor of 44th Street – Musik av Harry Revel; Text av Mort Greene | - Yankee Doodle Dandy – Nathan Levinson - Tusen och en natt – Bernard B. Brown - Bambi – C.O. Slyfield - De flygande tigrarna – Daniel J. Bloomberg - Friendly Enemies – Jack Whitney - Guldfeber – James L. Fields - Mrs. Miniver – Douglas Shearer - Baronessan går under jorden – Stephen Dunn - Bragdernas man – Thomas T. Moulton - Två glada sjömän i Marocko – Loren L. Ryder - Över allt förnuft – Edmund H. Hansen - Bröllop i Buenos Aires – John P. Livadary |
| Bästa scenografi (Svartvitt) | Bästa scenografi (Färg) |
| - Över allt förnuft – Richard Day, Joseph C. Wright och Thomas Little - George Washington Slept Here – Max Parker, Mark-Lee Kirk och Casey Roberts - De magnifika Ambersons – Albert S. D'Agostino, A. Roland Fields och Darrell Silvera - Bragdernas man – Perry Ferguson och Howard Bristol - Slumpens skördar – Cedric Gibbons, Randall Duell, Edwin B. Willis och Jack D. Moore - De tusen fröjdernas hus – Boris Leven - Spelet om en kvinna – Ralph Berger och Emile Kuri - Guldfågeln – John B. Goodman, Jack Otterson, Russell A. Gausman och Edward R. Robinson - Ja, se fruntimmer! – Hans Dreier, Roland Anderson och Sam Comer - Han kom om natten – Lionel Banks, Rudolph Sternad och Fay Babcock | - Vackra Sally – Richard Day, Joseph C. Wright och Thomas Little - Tusen och en natt – Alexander Golitzen, Jack Otterson, Russell A. Gausman och Ira Webb - Stormfåglar – Ted Smith och Casey Roberts - Djungelboken – Vincent Korda och Julia Heron - Skörda i den vilda stormen – Hans Dreier, Roland Anderson och George Sawley |
| Bästa foto (Svartvitt) | Bästa foto (Färg) |
| - Mrs. Miniver – Joseph Ruttenberg - Ringar på vattnet – James Wong Howe - De magnifika Ambersons – Stanley Cortez - Stormdriven – Charles G. Clarke - Mannen med sälgpiporna – Edward Cronjager - Bragdernas man – Rudolph Maté - Ja, se fruntimmer! – John J. Mescall - Han kom om natten – Ted Tetzlaff - Tio gentlemän från West Point – Leon Shamroy - Över allt förnuft – Arthur C. Miller | - Den svarta svanen – Leon Shamroy - Tusen och en natt – Milton R. Krasner, William V. Skall och W. Howard Greene - Stormfåglar – Sol Polito - Djungelboken – W. Howard Greene - Skörda i den vilda stormen – Victor Milner och William V. Skall - Stridskamrater – Edward Cronjager och William V. Skall |
| Bästa klippning | Bästa specialeffekter |
| - Bragdernas man – Daniel Mandell - Mrs. Miniver – Harold F. Kress - Han kom om natten – Otto Meyer - Över allt förnuft – Walter Thompson - Yankee Doodle Dandy – George Amy | - Skörda i den vilda stormen – Farciot Edouart, Gordon Jennings, William L. Pereira och Louis Mesenkop - Den svarta svanen – Fred Sersen, Roger Heman Sr. och George Leverett - Luftens musketörer – Byron Haskin och Nathan Levinson - De flygande tigrarna – Howard Lydecker och Daniel J. Bloomberg - Gestapos fiende nr 1 – John P. Fulton och Bernard B. Brown - Djungelboken – Lawrence W. Butler och William A. Wilmarth - Mrs. Miniver – A. Arnold Gillespie, Warren Newcombe och Douglas Shearer - Havets musketörer – Vernon L. Walker och James G. Stewart - Ett av våra bombplan saknas – Ronald Neame och C.C. Stevens - Bragdernas man – Jack Cosgrove, Ray Binger och Thomas T. Moulton |

### Hedersoscar
- Charles Boyer
- Noël Coward för Havet är vårt öde
- Metro-Goldwyn-Mayer

### Irving G. Thalberg Memorial Award
- Sidney Franklin

### Filmer med flera nomineringar
- 12 nomineringar: Mrs. Miniver
- 11 nomineringar: Bragdernas man
- 8 nomineringar: Yankee Doodle Dandy
- 7 nomineringar: Slumpens skördar och Han kom om natten
- 4 nomineringar: De magnifika Ambersons, Till sista man, Tusen och en natt, Djungelboken och Över allt förnuft
- 3 nomineringar: 49:e breddgraden, Ringar på vattnet, Mannen med sälgpiporna, Under nya stjärnor, Värdshuset Fritiden, Bambi, Den svarta svanen, De flygande tigrarna, Ja, se fruntimmer!, Bröllop i Buenos Aires och Skörda i den vilda stormen
- 2 nomineringar: Årets kvinna, Ett av våra bombplan saknas, Två glada sjömän i Marocko, Guldfeber, De tusen fröjdernas hus, Spelet om en kvinna, Vackra Sally, Flying with Music och Stormfåglar

### Filmer med flera vinster
- 6 vinster: Mrs. Miniver
- 3 vinster: Yankee Doodle Dandy